# Fender Showmaster

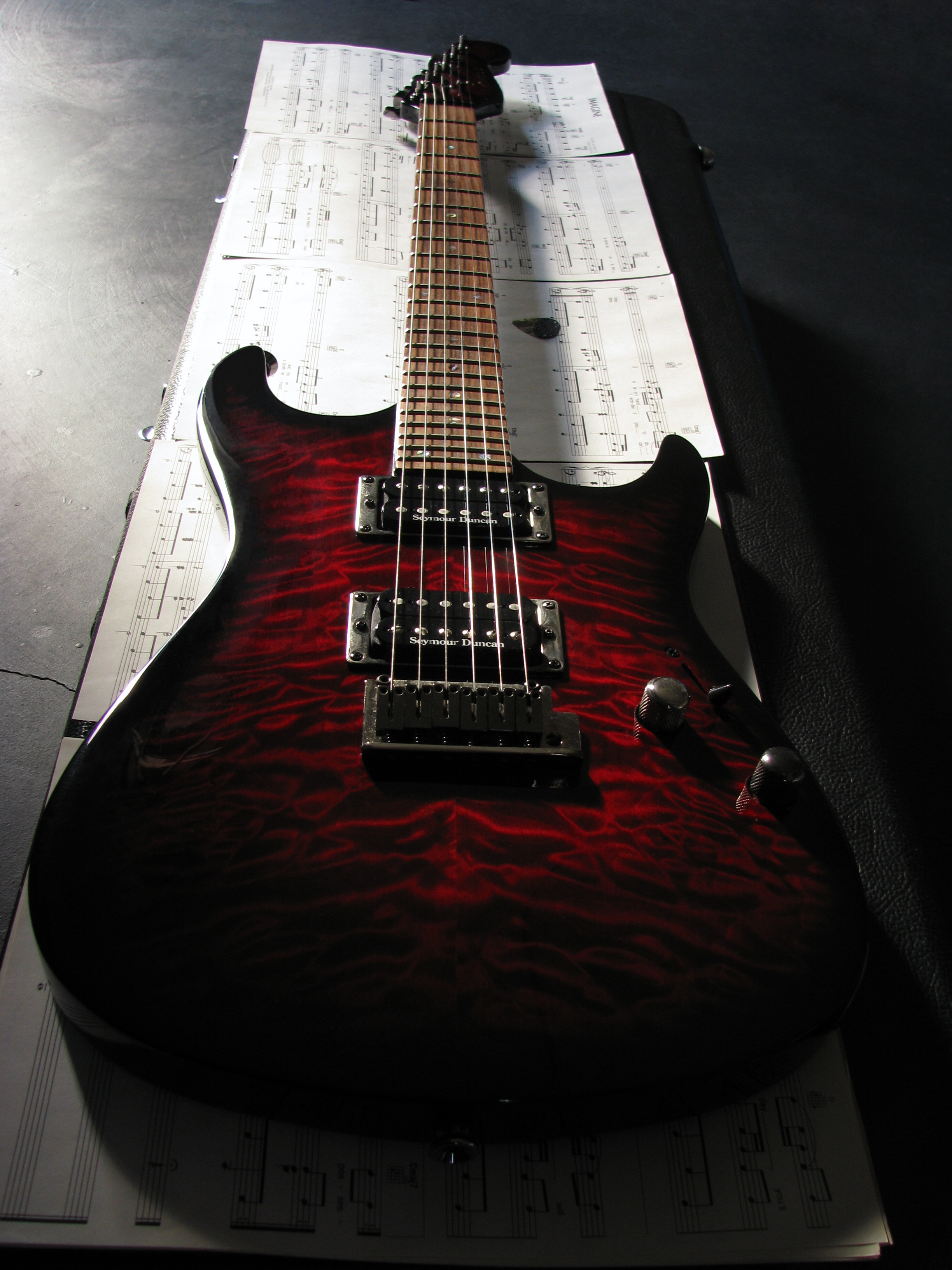
Fender Showmaster (Cherry Burst)

Die Fender Showmaster ist eine E-Gitarre der Firma Fender.

## Geschichte
1998 brachte Fender die Showmaster als Reaktion auf die Entwicklung der sogenannten Superstrats auf den Markt.
Diese der Fender Stratocaster ähnlichen Gitarren, die sich besonders im Hardrock großer Beliebtheit erfreuen, wurden von Unternehmen wie Jackson Guitars und Ibanez gebaut, waren auf dem neuesten Stand der Technik und hatten der klassischen Stratocaster den Rang abgelaufen.
Die Showmaster-Serie wurde kommerziell erfolgreich und ist bis heute in Produktion.

## Konstruktion
Die Showmaster hat alle wichtigen Merkmale, die Superstrats prägen:
- Einen aggressiver gestylten Korpus mit tieferen Cutaways,
- ein modernes, stimmstabiles Tremolo,
- zwei Humbucker oder zwei Humbucker und ein Single Coil als Pickups,
- und nicht zuletzt ein aufwändiges Finish.